# 弥尔顿 (布莱克)

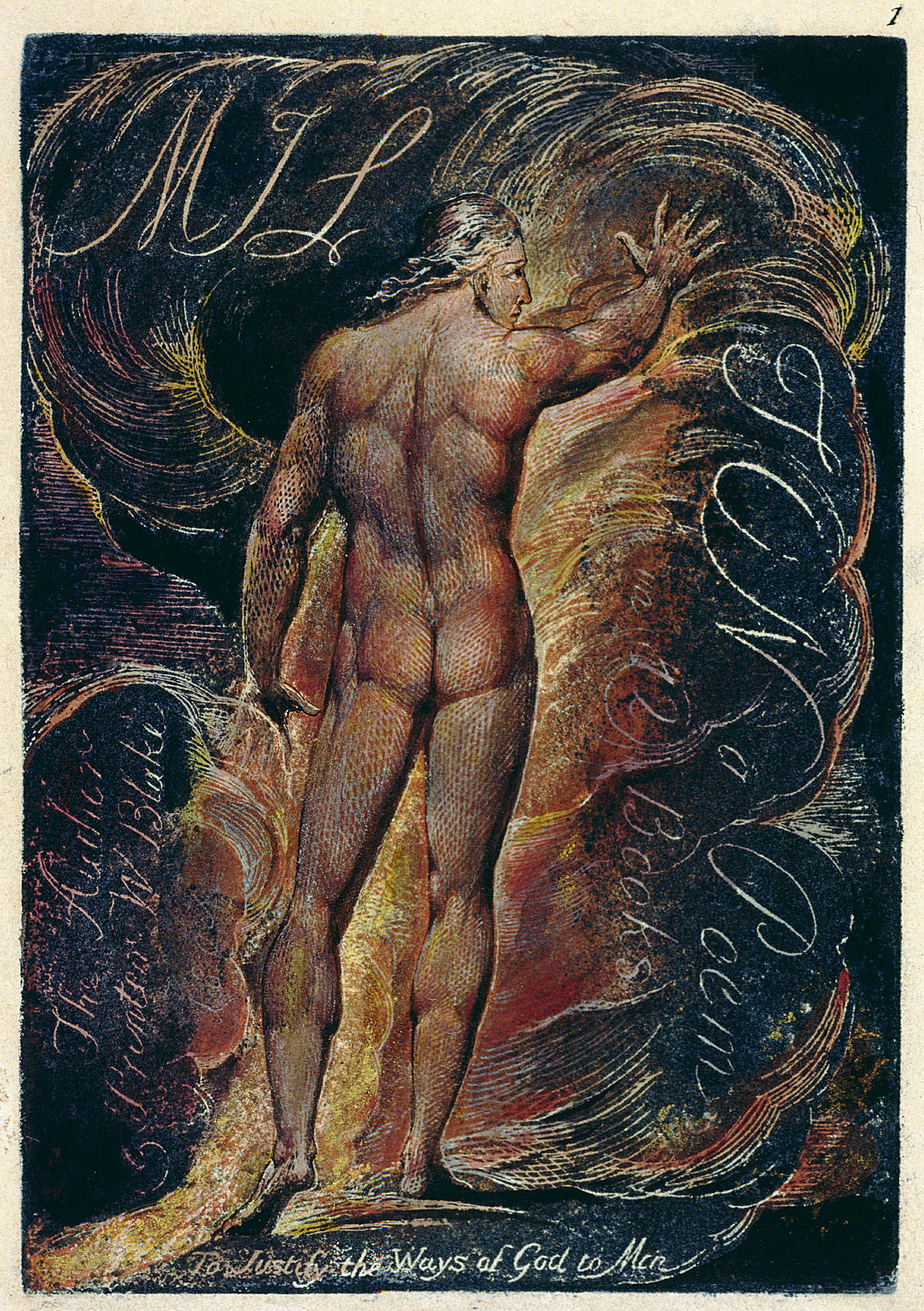
封面

《弥尔顿》（Milton）是威廉·布莱克的一首史诗，创作于1804年至1810年。作品的主人公是约翰·弥尔顿，他从天堂归来，与布莱克一起探索在世作家和他们的前辈之间的关系，并经历一段神秘的旅程，来纠正自己的属灵错误。
布莱克的《弥尔顿》以他特有的蚀刻文字和插图的组合印刷，并辅以水彩。
《弥尔顿》的序言中有一首短诗《恒古时光的足迹》（And did those feet in ancient time），这首诗被改编成了赞美诗《耶路撒冷》。这首诗出现在攻击古希腊和古罗马文化的影响的散文之后，这与《圣经的崇高》形成了不利的对比。

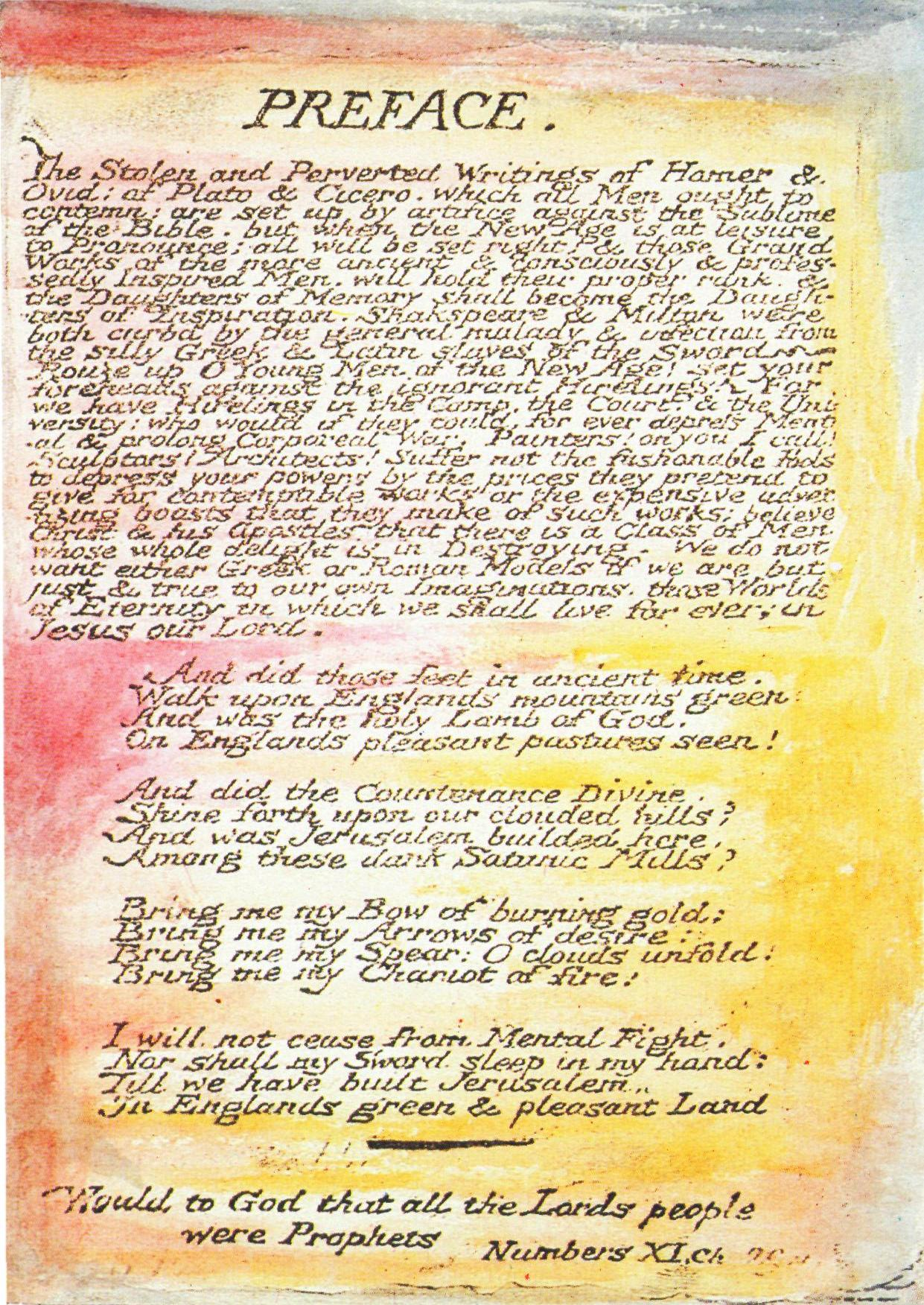
序言